# Quercus faginea subsp. faginea
Quercus faginea subsp. faginea é uma subespécie de planta com flor pertencente à família Fagaceae. 
A autoridade científica da subespécie é Lam., tendo sido publicada em Encycl. 1: 725 (1785).
Os seus nomes comuns são carvalho-cerquinho, carvalho-português ou pedramarro.

## Portugal
Trata-se de uma subespécie presente no território português, nomeadamente em Portugal Continental.
Em termos de naturalidade é endémica da Península Ibérica.